# Isata Jabbie Kabbah
Isata Jabbie Kabbah là một chính trị gia người Sierra Leonean, từng là Đệ nhất phu nhân của Sierra Leone từ ngày 11 tháng 5 năm 1998 đến ngày 17 tháng 9 năm 2007. Bà là chủ tịch của Hiệp hội phụ nữ của tất cả các đảng chính trị, APPWA của quốc gia châu Phi này. Bà là góa phụ của Tổng thống thứ ba của Sierra Leone Ahmed Tejan Kabbah, với vinh dự đặc biệt.
Danh hiệu Đệ nhất phu nhân Sierra Leone được nắm giữ bởi phu nhân chính thức của Tổng thống Sierra Leone, và danh dự này còn đại diện cho người dân Sierra Leone trong và ngoài nước. Người ở vào Đệ nhất phu nhân của quốc gia châu Phi này, sẽ là một phần mở rộng của Nhà nước và chịu trách nhiệm cho các sự kiện và nghi lễ xã hội tại State Lodge.[1]
Bà cũng là cựu lãnh đạo phụ nữ của Đảng Nhân dân Sierra Leone (SLPP).
Vào ngày 11 tháng 5 năm 2008, bà kết hôn với Ahmed Tejan Kabbah, khi đó là Chủ tịch của Sierra Leone, 40 tuổi.

## Phát biểu
Cô đã phát biểu tại một cuộc diễn thuyết vận động bầu cử Hội đồng địa phương, vào năm 2008, nói rằng: Tất cả phụ nữ tham gia thể hiện quyền của mình, sẽ buộc hậu thế phải nhớ đến vai trò của chúng ta.
Sau đó, cô cũng giải thích về cách để đưa các vấn đề của phụ nữ, trở thành mối quan tâm hàng đầu ở Sierra Leone, họ cần cầu nối để được kính trọng và tham gia chính trị ngang bằng với nam giới. Bà cũng tuyên bố ngay cả dân số của đất nước có thay đổi thì vị trí của phụ nữ không thể bị đẩy vào xó bếp một thời gian dài và họ cần thể hiện sự đóng góp cho xã hội